# Parafia Najświętszej Maryi Panny Królowej Polski i Świętego Jana Vianney w Woli Kamockiej
Najświętszej Maryi Panny Królowej Polski i Świętego Jana Vianney – parafia rzymskokatolicka znajdująca się w archidiecezji łódzkiej w dekanacie tuszyńskim.

## Historia
Parafia została erygowana przez abp. łódzkiego Wincentego Tymienieckiego 17 listopada 1929 r.
Poświęcenie kamienia węgielnego – 10 VIII 1930 r. Plany kościoła sporządził i prowadził budowę Stanisław Kowalski. Kościół o uproszczonych formach neobarokowych, podłużny kształt z jedną nawą i dwie przybudówki, w jednej z nich znajduje się kaplica. Murowany o wysokiej podbudówce z kamienia łupanego. Zakończenie budowy 13 XI 1930 r. Poświęcony 8 XII 1930 r. przez bpa Wincentego Tymienieckiego.
Obraz Matki Boskiej Łaskawej z pocz. XVIII w. i św. Michała z poł. XVIII w., Droga Krzyżowa, dzwony.

## Zasięg parafii
Do parafii należą wierni z miejscowości: Kamocin, Lubanów, Lubonia (zaścianek szlachecki), Lutosławice Rządowe, Lutosławice Szlacheckie, Ostrów Cegielnia, Papieże Kolonia, Parcela Grabicka, Wola Kamocka, wieś kościelna i Żychlin.

## Proboszczowie
- ks. Edward Dąbrowski (1929–1930)[1]
- ks. Ignacy Pawłowski (1931–1933)
- ks. Zygmunt Hołdrowicz (1933–1936)
- ks. Józef Sulwiński (1936–1937)
- ks. Wacław Sitek (1937–1940)
- ks. Wincenty Chmiel (1945–1966)
- ks. Wacław Chmielewski (1966–1979)
- ks. Tadeusz Grzelak (1979–1988)
- ks. Leon Strzelczyk (1988–1999)
- ks. Władysław Cieśla (1999–2017)
- ks. Krzysztof Basztabin (od 2018)[2]

## Wspólnoty parafialne
- Żywy Różaniec
- schola